# 1-я литовско-белорусская дивизия

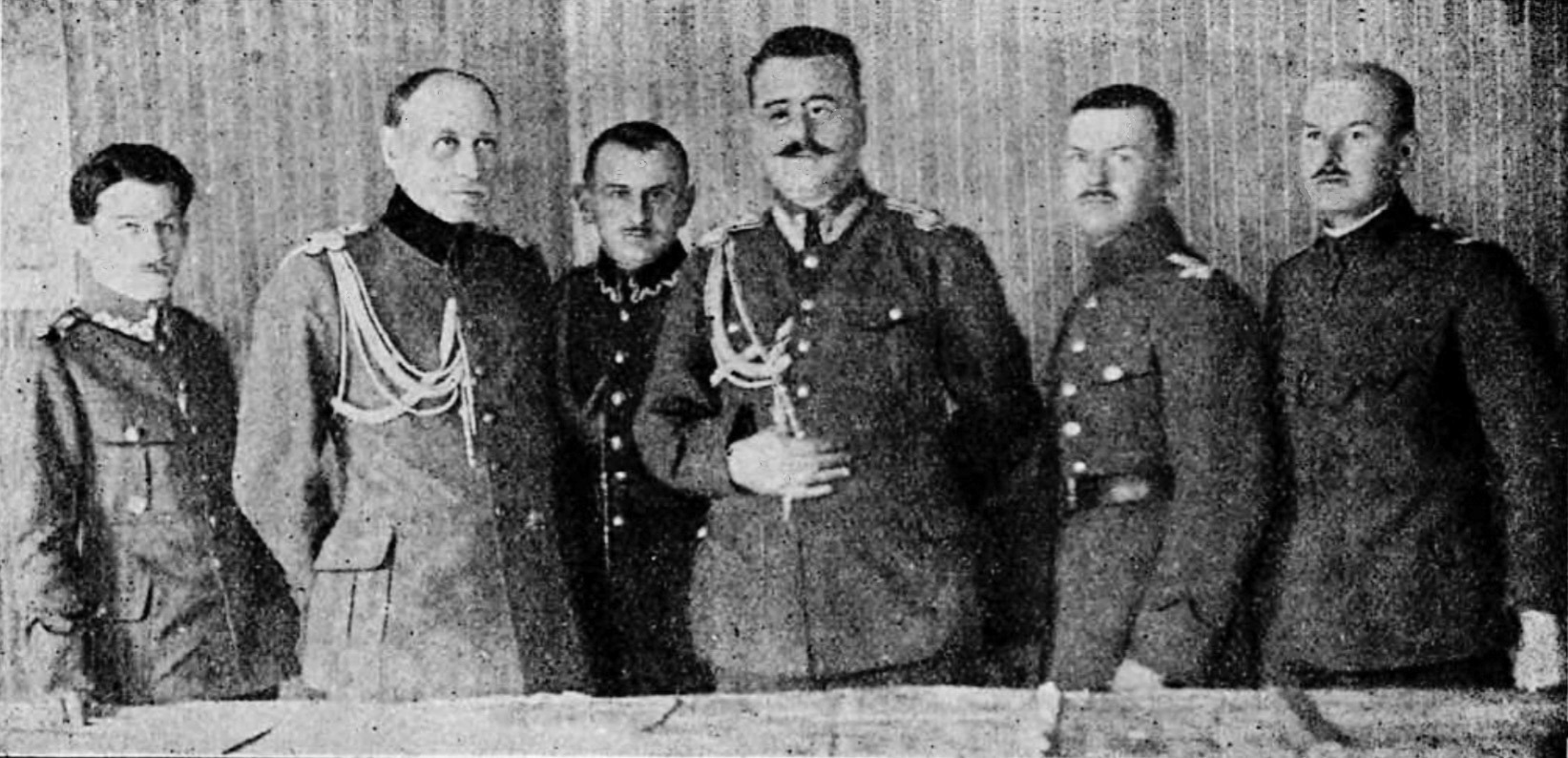
Штаб 1-й литовско-белорусской дивизии: генерал Ивашкевич-Рудошанский, Вацлав, 4-й слева, полковник, 2-й слева

1-я литовско-белорусская дивизия (пол. 1 Dywizja Litewsko-Białoruska (1 DLit.-Biał.)) — соединение пехоты польской армии в 1918—1921 годах.

Продвижение советских войск в 1918 году

С отступлением немецких войск с территории Российской Империи на покинутых ими территориях, населенных поляками, стали формироваться польские пограничные силы самообороны. Политический меценат над ними осуществлял образованный в ноябре 1918 года Комитет Обороны Восточных Кресов под председательством князя Евстафия Сапеги. В связи с возникновением необходимости включения их в состав регулярной польской армии было решено создать литовско-белорусские дивизии. Дивизия была сформирована в соответствии с приказом Верховного главнокомандующего польской армии Юзефа Пилсудского № 1132/I от 26 ноября 1918 года:

(…) Dla uchronienia Polaków i mienia polskiego na Kresach Wschodnich Naczelne Dowództwo WP zamierza tworzyć dywizję litewsko-białoruską, uwzględniając już tam istniejące związki. Społeczeństwo polskie przez „Komitet Obrony Kresów Wschodnich” niesie pomoc we wszystkich kierunkach.
(…) Для защиты поляков и польского имущества на восточных рубежах Верховное Командование РП намерено создать литовско-белорусскую дивизию, включив в нее уже существующие соединения. Польское общество "Комитет Обороны Восточных Кресов" окажет всю необходимую помощь
Литовско-Белорусская дивизия должна была состоять добровольцев из восточных рубежей, в первую очередь сосредоточенных в уже существующих рубежах самообороны. Ее командиром стал генерал Вацлав Ивашкевич-Рудошанский.

## История формирования дивизии
В конце 1918 года немецкие войска постепенно отступали с территории бывшей Российской Империи, а их место занимали большевики. В то время Вильна являлась объектом территориального спора между странами региона, которые возрождались или создавались: Литовской Республикой и Польской Республикой; свои притязания высказывала и Белорусская Народная Республика (БНР). С марта 1918 года в городе, который был передан германскими оккупационными войсками в Литве и стал её столицей, работало правительство Литвы, в Вильне в начале декабря, после эвакуации из Минска, занятого Красной Армией, нашло своё убежище также и правительство БНР в изгнании. Но уже 15 декабря в городе был создан большевистский Виленский городской совет рабочих делегатов.
Доминирующей национальной группой Вильны, помимо евреев составлявших относительное большинство, были поляки. Польское население Виленского края ещё до восстановления независимости Польши вело подготовительную работу, чтобы в будущем присоединиться к Польше. Формирование польских военных отрядов в Вильне началось уже 10 сентября 1918 года под руководством Союза польских военнослужащих (ZWP). Был создан Общественный комитет, который в свою очередь создал Комитет общественной безопасности. В его работе, с разрешения ZWP в Вильне, участвовал капитан Станислав Бабатынский. Были сделаны шаги для того, чтобы достичь соглашения между польским, еврейским, литовским и белорусским населением с целью совместной защиты от наступающих большевиков, однако попытка закончилась неудачей. В связи с этим самостоятельно защищать город решила вновь сформированная польская краевая самооборона Литвы и Белоруссии (Samoobrona Krajowa Litwy i Białorusi). Эта военная единица с 8 декабря находилась под руководством генерала Владислава Вейтко, который пытался превратить её в регулярную армию. В её состав входила Самооборона виленской земли под руководством генерала Е. Б. Контковского. В конце декабря 1918 года она насчитывала около 1200 добровольцев, жителей города и окрестностей, из которых сформировали два полка пехоты и один полк улан. Активно действовала также виленская Польская военная организация (POW) под руководством Витольда Голембиовского.
29 декабря 1918 года польские власти в Варшаве распустили Краевую самооборону Литвы и Белоруссии, а её членов призвали вступать в ряды Войска польского. Генерал Вейтко был назначен главой Военного округа Литвы и Белоруссии, генерал Адам Мокржецкий — военным комендантом Вильны, майор Станислав Бабатынский — его заместителем, а капитан Зигмунт Клингер — начальником штаба. Самооборона виленской земли была преобразована в 1-ю бригаду, а её командиром стал генерал Болеслав Крейчмер. Однако эти военные подразделения сохраняли характер более приближённый к добровольному ополчению, чем к регулярной армии. Польские отряды в Вильне получили приказ осуществлять самостоятельные военные действия в случае попытки входа в город Красной армии.
В конце декабря 1918 года польская 1-я бригада (самообороны) в Вильне имела следующую структуру:
- 1-й полк виленских улан (командир ротмистр Владислав Домбровский; с 30 ноября до 25 декабря 1918 года эскадрон улан Самообороны Виленской земли)
- 1-й батальон (командир подкапитан[9] Витольд Щербицкий)
- 2-й батальон (командир подкапитан Николай Зуевич)
- 3-й батальон (командир поручик Эдвард Качковский; сформирован из поляков — бывших немецких солдат)
- 4-й батальон Польской военной организации (командир поручик Ян Голембиовский)
- 5-й батальон новобранцев (командир капитан Владислав Пясецкий)[6][7]

Вскоре к ним присоединился Офицерский Легион.
До конца 1918 года регулярные отряды Войска польского не сумели переместиться в Вильну. Причиной были трудности, созданные немцами на оккупированной территории, которая отделяла Вильну от Польши. Отряды польской самообороны в Вильне, предвидя, что 5 января немцы передадут город большевикам, приняли решение относительно самостоятельного обретения контроля над городом и вытеснения из него немецких войск. 31 декабря 1918 года командир Военного округа Литвы и Белоруссии генерал Владислав Вейтко издал обращение о мобилизации.

### Отход
В соответствии с приказом, части самообороны должны были отступить из города и 6 января передислоцироваться в направлении на Рудники, Радунь, Эйшишки и Щучин. Эвакуация сопровождалась большой неразберихой и хаосом, не было возможности забрать с собой оружие, амуницию и продовольствие, а солдаты не были готовы для длительного марша. Большинство из них скопилось в Бялой Ваке под Вильной. Генерал Вейтко и капитан Клингер были интернированы немцами. После длительных переговоров удалось договориться о переброске разоружённых польских солдат по железной дороге в Ляпы. Таким образом на территорию под контролем польских властей попало 154 офицера и 1035 солдата 1, 2 и 4 батальонов. Там они вошли в состав формирующейся польской 1-й литовско-белорусской дивизии.
Бойцы полка виленских уланов, офицерского легиона и 3-го батальона отказались сложить оружие. Они сформировали часть под названием Виленский отряд Войска польского, под командованием ротмистра Владислава Домбровского, насчитывающий 300 штыков и 150 сабель. Отступив из Вильны, они прошли через Рудники, Эйшишки, Понары и Новый Двор, продолжив воевать.
В разное время 1-ю польскую армию под командованием Маевского включало 1-ю и 2-ю литовско-белорусские дивизии, 5-ю, 8-ю, 10-ю, 11-ю, 15-ю и 17-ю пехотные дивизии, а также 1-ю и 4-ю авиагруппы и две кавалерийские бригады (1-я и 4-я).